# DANCERUSH STARDOM
《DANCERUSH STARDOM》（简称DRS、ダンスラ，中国大陆官方译名舞律炫步，台湾官方译名炫舞烂漫）是由日本游戏公司Konami Amusement研发的音乐游戏。为纪念DanceDanceRevolution发售20周年而制作发售，隶属于BEMANI系列。2018年于日本正式运营，并陆续在韩国、台湾等地区进行发售和运营。 2018年由广东世宇科技股份有限公司宣布进行中国大陆版的代理。
于2018年3月23日在日本正式发售。

## 游戏简介
以曳步舞（Shuffle Dance）为设计理念，以自由发挥的舞步游玩为核心。
游戏使用一块大型LED红外传感器以及摄像传感器记录玩家的动作以判定。因其设计理念与判定标准，游戏的舞步相较DanceDanceRevolution和Dance Evolution会更加的自由。
此游戏可将红外传感器分为前后（相较屏幕）可双人游玩。
此游戏收录了很多低BPM的电子舞曲以及许多专门为游戏remix的版权歌曲。

## 游戏内容
和《SOUND VOLTEX》一样，音符是从后往前流动至判定点上，需要站在LED红外传感器上根据屏幕上的音符做出相应的动作。
游戏共有四种判定：PERFECT、GREAT、GOOD、BAD。采用了类似《beatmania IIDX》的HARD Groove Gauge（能量槽/血条），在获得BAD时能量槽会下降，下降至0时会结束游戏。和大多数音乐游戏一样有COMBO机制，在取得BAD时COMBO会中断；如果在没有BAD的情况下完成歌曲将会获得FULL COMBO；而在全曲PERFECT时则会获得EXCELLENT。
游戏共分为1~10级。除教学曲，歌曲难度分为简单和普通。
游戏结束后会获得评分，100.00为满分，依照评分给出相应星星数量。COMBO不会影响最后评分。

### 音符种类
LIFT&RIGHT TAP:到判定点上时轻敲传感器相应位置
LIFT&RIGHT HOLD:到判定点上时踩住相应位置直到HOLD结束
LIFT&RIGHT SLIDE:到判定点上时根据SLIDE划向相应位置
JUMP:到判定点上时双脚离开感应器
DOWN:到判定点上时重心下压